# Silvio Cator
Silvio Paul Cator (Cavaillon, 9 ottobre 1900 – Port-au-Prince, 21 luglio 1952) è stato un lunghista e altista haitiano e sindaco di Port-au-Prince.

## Biografia
Cator prese parte a tre edizioni dei Giochi olimpici: a Parigi 1924 si classificò quindicesimo nel salto in alto e dodicesimo nel salto in lungo. Ad Amsterdam 1928 conquistò la medaglia d'argento nel salto in lungo, risultato che fa di lui l'atleta haitiano che ha ottenuto la migliore posizione a un'olimpiade. Infine, a Los Angeles 1932 arrivò nono, sempre nel salto in lungo.
Il 9 settembre 1928, presso lo Stadio olimpico Yves du Manoir di Colombes, batté il record del mondo del salto in lungo ottenuto da Edward Hamm due mesi prima. Il 7,93 m di Cator è il record nazionale di Haiti più longevo.
Lasciatosi alle spalle la carriera sportiva agonistica, Cator nel 1946 fu eletto sindaco di Port-au-Prince, capitale di Haiti nella quale a lui è stato dedicato lo Stadio Silvio Cator, terminato nel 1952, anno della morte dell'atleta. Nel 1958 lo stato di Haiti produsse una serie di francobolli commemorativi della medaglia olimpica e del record del mondo di Silvio Cator.

## Record nazionali
- Salto in lungo: 7,93 m  ( Colombes, 9 settembre 1928)

## Palmarès
| Anno | Manifestazione  | Sede        | Evento         | Risultato | Prestazione | Note |
| ---- | --------------- | ----------- | -------------- | --------- | ----------- | ---- |
| 1924 | Giochi olimpici | Parigi      | Salto in alto  | 15º       | 1,75 m      |      |
| 1924 | Giochi olimpici | Parigi      | Salto in lungo | 12º       | 6,81 m      |      |
| 1928 | Giochi olimpici | Amsterdam   | Salto in lungo | Argento   | 7,58 m      |      |
| 1932 | Giochi olimpici | Los Angeles | Salto in lungo | 9º        | 5,93 m      |      |